# Holmlia Futsal
L'Holmlia Futsal è stata una squadra norvegese di calcio a 5, con sede a Oslo. Faceva parte della polisportiva Holmlia Sportsklubb.

## Storia
L'Holmlia è stato incluso nella prima edizione della Futsal Eliteserie, nella stagione 2008-2009: il campionato, riconosciuto dalla Norges Fotballforbund, ha visto la partecipazione di 10 compagini. La squadra ha giocato la prima partita in questo torneo in data 29 novembre 2008, vincendo per 7-9 contro il Nidaros. Mohammed Abdellaoue, Daniel Fredheim Holm, Mustafa Abdellaoue, Dawda Leigh e Mohammed Fellah, tutti calciatori professionisti, erano le stelle della squadra. L'Holmlia ha chiuso la stagione al 3º posto in classifica. La squadra ha giocato nel massimo campionato norvegese fino al termine del NFF Futsal Eliteserie 2011-2012, retrocedendo al termine di quella annata.

## Stagioni precedenti
- 2008-2009
- 2009-2010
- 2010-2011
- 2011-2012